# The Bill
The Bill (dansk: Lov og Uorden) er en engelsk politi-tv-serie der blev sendt på TV 2 Charlie. Den er navngivet efter et britisk slangudtryk for politi. Pilotepisoden blev udsendt den 16. august 1983, og det blev en tilbagevendende serie fra den 16. oktober 1984. Serien udsendes på den britiske ITV-kanal. The Bill er usædvanlig i forhold til de fleste politiserier fordi den ikke er fokuseret på ét bestemt område (fx mordopklaringer), men dækker alsidigt både det uniformerede politis og detektivers arbejde.

## Seriens placering
The Bill foregår på og omkring Sun Hill politistation i det fiktive øst-London-distrik Canley. De andre politistationer i Canley Borough Operational Command Unit (BOCU) nævnes, men ses sjældent:
- Barton Street som også er hovedkvarter.
- Stafford Row
- Spicer Street

Canley svarer omtrent til det ægte London-distrikt Tower Hamlets, men serien filmes over hele London, primært i det sydlige London og især i distriktet Merton hvor settet er.

## Historie
Serien begyndte oprindelig som en enkelt udsendelse på ITV kaldet Woodentop. Pilotafsnittet havde Mark Wingett i hovedrollen som Police Constable Jim Carver på sin første dag på Sun Hill politistation, og Trudie Goodwin som Women Police Constable June Ackland, som mentor for PC Carver. Serien blev udtænkt af Geoff McQueen, og den imponerede ITV i sådan en grad, at de besluttede at gøre en serie ud af det. 
I serieformat begyndte The Bill som et ugentligt afsnit af 60 minutters varighed, med stærkt indhold og separate handlingsforløb i de første tre sæsoner. I 1988 blev formatet ændret til tre ugentlige afsnit af 25 minutters varighed. I 1988 vendte serien tilbage til en længde på en time, to gange om ugen. Serien blev mere serieagtig, og i 2002 blev Paul Marquess executive producer, og serien blev reklassificeret som en soap, og mange af de gamle skuespillere blev skrevet ud af serien. Serien begyndte at fokusere mere på betjentenes privatliv på bekostning af deres arbejdsliv, og serien blev afhængig af sensationelle og urealistiske handlingsgange med betjente der både dræber og bliver dræbt med en alarmende regelmæssighed. Serien havde den højeste dødsrate blandt betjente i årene 2002-2005. Da Jonathan Young blev executive producer i 2005, gik man væk fra de mere sensationelle handlingsgange, og serien vendte tilbage til dens oprindelige fokus, nemlig kriminalitet og politi. Resultatet blev at 2006 var det første år siden 2001, hvor ingen af hovedpersonerne døde. Den seneste ændring skete i 2009, hvor The Bill overgik til HD-format, og den er vendt tilbage til sin oprindelige placering, som et program der sendes i én time én gang om ugen efter børnenes sengetid, så stærke elementer som vold og narko kan få en mere fremtrædende placering. Relanceringen i 2009 medførte også, at programmets næsten ikoniske temamusik blev erstattet af et nyt tema, og at programmet fik underlægningsmusik.

## Persongalleri pr. juli 2009
Da The Bill har kørt i over 25 år med flere afsnit om ugen i en længere årrække, er den blevet en form for rite de passage for nye skuespillere. Men serien byder også på en lang række faste personer. Nogle af skuespillerne har været mere end 10 år på serien og er nærmest blevet synonyme med den.
Listen over roller og skuespillere er pr. juli 2009 efter engelsk udsendelsesrækkefølge. Afsnittene, der sendes på dansk tv, er ofte fra tidligere sæsoner og passer derfor ikke nødvendigvis med nedenstående liste.

### Overordnede
| Rang           | Navn           | Skuespiller     | Bemærkninger                      |
| -------------- | -------------- | --------------- | --------------------------------- |
| Superintendent | Jack Meadows   | Simon Rouse     |                                   |
| Inspector      | Dale Smith     | Alex Walkinshaw |                                   |
| DI             | Neil Manson    | Andrew Lancel   |                                   |
| DI             | Samantha Nixon | Lisa Maxwell    | Forlader serien i juni efter 7 år |

### CID (svarende til kriminalipolitiet)
| Rang | Navn          | Skuespiller      | Bemærkninger                                          |
| ---- | ------------- | ---------------- | ----------------------------------------------------- |
| DS   | Max Carter    | Christopher Fox  |                                                       |
| DC   | Grace Dasari  | Amita Dhiri      |                                                       |
| DC   | Jacob Banks   | Patrick Robinson |                                                       |
| DC   | Jo Masters    | Sally Rogers     |                                                       |
| DC   | Mickey Webb   | Chris Simmons    |                                                       |
| DC   | Terry Perkins | Bruce Byron      |                                                       |
| DC   | Stevie Moss   | Lucy Speed       | Forfremmes til Detective Sergeant 6. august 2009      |
| T/DC | Will Fletcher | Gary Lucy        | Forfremmes til rigtig Detective Constable sommer 2009 |

### Uniformerede betjente
| Rang | Navn            | Skuespiller   | Bemærkninger                                       |
| ---- | --------------- | ------------- | -------------------------------------------------- |
| Sgt  | Callum Stone    | Sam Callis    |                                                    |
| PC   | Benjamin Gayle  | Micah Balfour |                                                    |
| PC   | Leon Taylor     | Dominic Power |                                                    |
| PC   | Nate Roberts    | Ben Richards  |                                                    |
| PC   | Mel Ryder       | Rhea Bailey   |                                                    |
| PC   | Millie Brown    | Clare Foster  |                                                    |
| PC   | Roger Valentine | John Bowler   |                                                    |
| PC   | Sally Armstrong | Ali Bastian   |                                                    |
| PC   | Tony Stamp      | Graham Cole   | Forlader serien november 2009 efter mere end 20 år |

### Andre
Eddie Olosunje (spillet af Jason Barnett) er kriminaltekniker.

### Berømte gæstestjerner
Det konstante behov for gæstestjerner, ofte i roller som kun optræder en enkelt gang, har gjort at mange medvirkende senere har fået en stor karriere, mange har optrådt som børn i serien. De inkluderer bl.a.
- June Brown (1984)
- Sean Bean (1984) optrådte i sæson 1 i episoden "Long Odds".
- Michelle Collins (1986)
- Marc Warren (1987)
- Paul O'Grady (1988 og 1990)
- Steve McFadden (1989)
- Mark Strong (1990)
- Andy Serkis (1990)
- Chesney Hawkes (1991)
- Robert Carlyle (1991)
- Martine McCutcheon (1991 og 1992)
- Anthony Daniels (1992)
- Brendan Coyle (1992)
- Adrian Lester (1992)
- Pete Postlethwaite (1992)
- Paul Ritter (1992 og 1996)
- Steve Shill (1992)
- Hugo Speer (1992)
- Tim McInnerny (1992)
- Stephen K Amos (1993)
- Emma Bunton (1993) problematisk teenager, Janice. i "Missionary Work"
- Elizabeth Estensen (1993)
- Nick Moran (1993, 1995 and 1997)
- Russell Brand (1994)
- Idris Elba (1994 and 1995)
- Sarah Parish (1994)
- David Tennant (1995)
- Keira Knightley (1995) som en 10-årig pigei "Swan Song"
- Tazmin Outhwaite (1996)
- James McAvoy (1997)
- Martin Freeman (1997)
- Emmanuel Petit (1998)
- Nicholas Hoult (2000)
- Lorraine Stanley (2001 and 2008)
- Bruno Tonioli (2001)
- David Walliams (2002)
- Jack O'Connell (2005)
- Davood Ghadami (2005)
- Lashana Lynch (2007)
- Charlotte Jordan (2007)
- Marc Elliot (2008)
- Brett Goldstein (2009)

Nogle gæster har været skuespillere, som allerede var kendte, da de optrådte. Dette inkluderer:
- Larry Martyn (1989 og 1993)
- Joseph Marcell (1989 og 1998)
- Ray Winstone (1991 og 1995)
- Charlotte Coleman (1992)
- Craig Charles (1995) som Martin Bailey i episoden "Honey Pot"
- Leslie Phillips (1996)
- Letitia Dean (1997)
- Rik Mayall (1997)
- Anita Dobson (1997 og 2005)
- Hugh Laurie (1998) som forsvareren Harrap i episoden "Good Faith: Part 1"
- Martin Kemp (1998)
- Leslie Grantham (1998 og 2007)
- Roger Daltrey (1999)
- Linda Lusardi (2000 og 2004)
- Ralf Little (2001)
- Lewis Collins (2002)
- Lorraine Kelly (2003)
- Lynda Bellingham (2004)
- Pauline Quirke (2005)
- Andrew Sachs (2006)
- Bill Treacher (2006)
- Les Dennis (2006)

## Eksterne links
- The Bills hjemmeside
- The Bill på Internet Movie Database (engelsk)
- The Bill på Metacritic (engelsk)
- The Bill hos The Movie Database (engelsk)
- The Bill hos TheTVDB (engelsk)
- The Bill hos TV.com (engelsk)
- The Bill på TV.com Arkiveret 17. april 2009 hos  Wayback Machine
- The Bill Wiki